# Chris Pollock
Pour les articles homonymes, voir Pollock.
Chris Pollock, né le 9 novembre 1972 à Hawera est un arbitre international néo-zélandais de rugby à XV.

## Carrière d'arbitre
Chris Pollock fait ses débuts internationaux au Championnat du monde junior de rugby à XV qui a lieu au Japon en 2009. Chris Pollock est réserviste en cas de défaillance d'un des dix arbitres de champ pour la coupe du monde de rugby 2011. Il fait ses débuts dans le Tri-nations en juillet 2011 en arbitrant Australie - Afrique du Sud, puis il débute également en mars 2012 dans le Tournoi des Six Nations avec la rencontre Écosse - Irlande,. 
Depuis 2012, Chris Pollock a conservé sa place parmi l'élite des arbitres de rugby à XV internationaux.
L'été 2012, il est désigné pour le deuxième test-match entre l'Australie et le pays de Galles. Il innove en ayant une caméra positionnée sur la tête pour un match entre les Queensland Reds et les New South Wales Waratahs. Il arbitre le premier test-match de la Tournée de l'équipe des Lions britanniques et irlandais de rugby à XV en 2013. 
En 2015, il arbitre le match Italie - Galles de la dernière journée du Tournoi des Six Nations 2015. 
Chris Pollock est retenu dans un groupe de douze arbitres qui officieront pour la coupe du monde de rugby 2015.

## Palmarès d'arbitre
- 19 test matchs arbitrés, 18 au 8 juin 2015[7]
- 61 matchs de Super 15